# نتروپسین
نتروپسین (به انگلیسی: Netropsin) با فرمول شیمیایی C۱۸H۲۶N۱۰O۳ · 2HCl یک ترکیب شیمیایی است. که جرم مولی آن ۱۳۲٫۸۱ g/mol می‌باشد. 